# عبد الرحمن العبيد (لاعب كرة قدم مواليد 1993)
عبد الرحمن العبيد، لاعب كرة قدم سعودي. يلعب حاليًا مع نادي الاتفاق معار من نادي الهلال.

## مسيرة اللاعب
كانت بداياته مع نادي القادسية ووقع مع نادي النصر عقد لمدة 4 سنوات مطلع عام 2018 و بعدها نهاية عقده انتقل بشكل مجاني إلى نادي الهلال مطلع عام 2022 و أعير إلى نادي الاتفاق في صيف 2022. شارك مع المنتخب السعودي في خليجي23، كما شارك مع المنتخب بكأس العالم 2018.

## روابط خارجية
- عبد الرحمن العبيد على موقع قاعدة بيانات كرة القدم.إي يو (الإنجليزية)
- عبد الرحمن العبيد على موقع ناشيونال فوتبول تيمز (الإنجليزية)
- عبد الرحمن العبيد على موقع Soccerway.com (الإنجليزية)